# Zoran Šupić
Zoran Šupić (Sarajevo, 21. srpnja 1984.), bosanskohercegovački nogometaš.
U karijeri je nastupao između ostalog za sljedeće klubove:
- Remont
- OFK Beograd
- Metalac (GM)
- OFK Beograd
- FK Bezanija